# Улица Ахтямова (Казань)
Улица Ахтямова (тат. Әхтәмов урамы, Äxtämef uramı) — улица в Вахитовском и Приволжском районах Казани. Названа в честь революционера Садыка Ахтямова (1877-1926).

## География
Пересекается со следующими улицами:
- улица Шигабутдина Марджани
- улица Габдуллы Тукая
- улица Сары Садыковой[вд]
- улица Красного Пожарника[вд]

Ранее, до постройки в этом районе пятиэтажных жилых домов пересекалась с улицами Нура Баяна и Исмаила Гаспринского (тогда - Гражданской).

## История
До революции 1917 года носила название Поперечно-Екатерининская улица или Поперечная 4-я и относилась к 5-й полицейской части г. Казани. В 1914 году постановлением Казанской городской думы улица была переименована в Бурнаевский переулок, но реально это название не использовалось.
2 ноября 1927 года протоколом комиссии по наименованию улиц при Казгорсовете была переименована в улицу Терегулова, однако 15 декабря того же года переименование было отменено президиумом Казгорсовета. Современное название присвоено 16 мая 1929 года. (Какое-то время использовалась также форма Ахтямовская улица, зафиксированная на плане города 1939 года.)
В первые годы советской власти административно относилась к 5-й части города; после введения в городе административных районов относилась к Сталинскому (с 1956 года Приволжскому, 1935–1973), Приволжскому и Бауманскому (1973–1994, по участку улицы проходила граница между районами), Вахитовскому и Приволжскому (с 1994–1998, по участку улицы проходит граница между районами) районам.

## Примечательные объекты
- № 1 — здание Главтатстроя.
- № 7 — Бурнаевская мечеть.
- угол с улицей Сары Садыковой — Борисоглебская церковь[тат.] (снесена).
- № 26  — школа № 13[тат.].
- в конце улицы — стадион «Электрон» (бывший предприятия п/я 423).

## Известные жители
На улице проживала журналист и общественный деятель Абруй Сайфи.